# لو گانگ
لو گانگ (انگلیسی: Lu Gang؛ زادهٔ ۱۹ ژوئن ۱۹۷۰) وزنه‌بردار اهل چین بود.  وی در بازی‌های المپیک تابستانی ۱۹۹۲ شرکت کرده‌است.